# Sensibilitätsprüfung

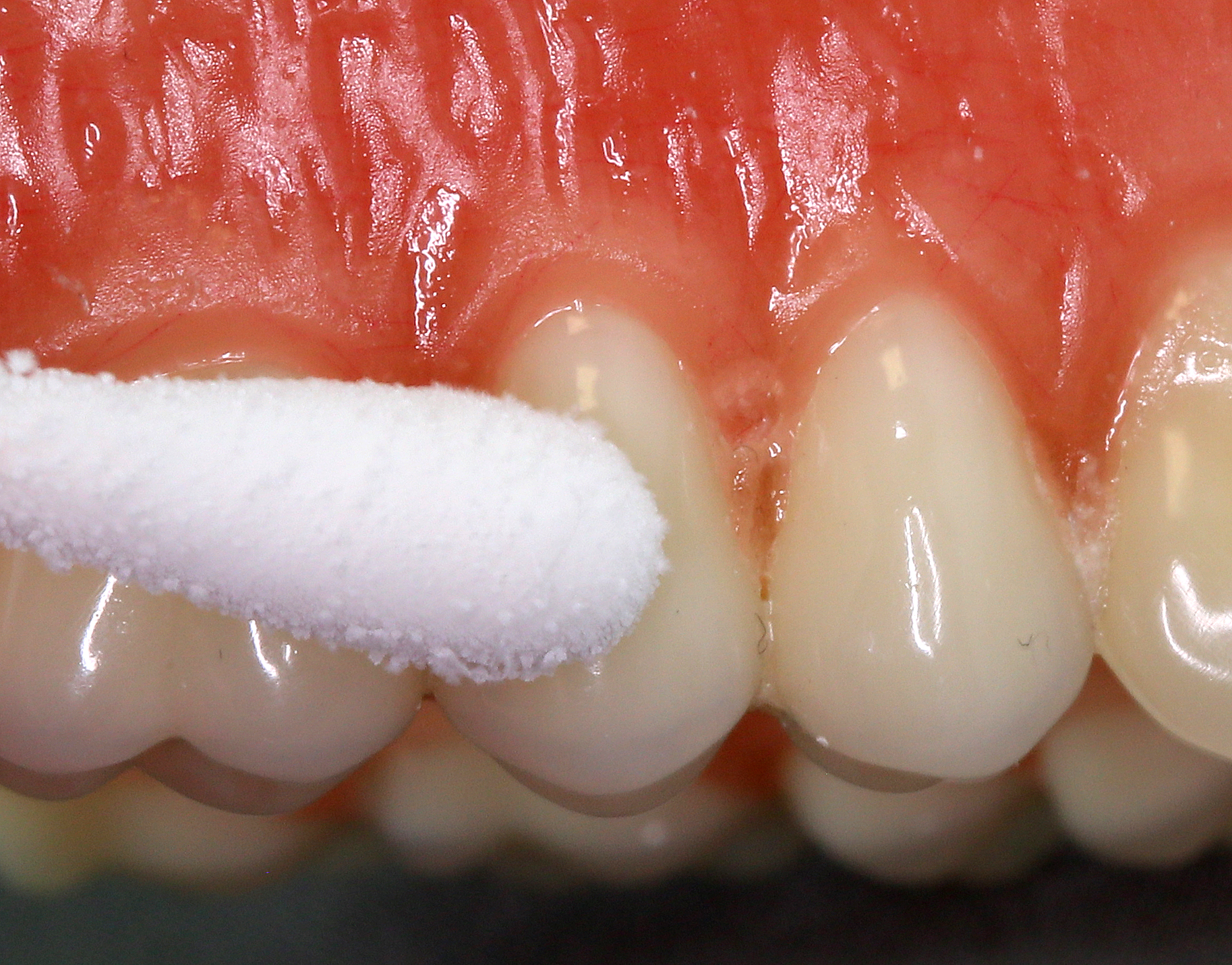
Sensibilitätstest, Kältemittel auf Wattestäbchen

Verschieden Stadien der Kariesentwicklung; Sensibilitätsänderungen

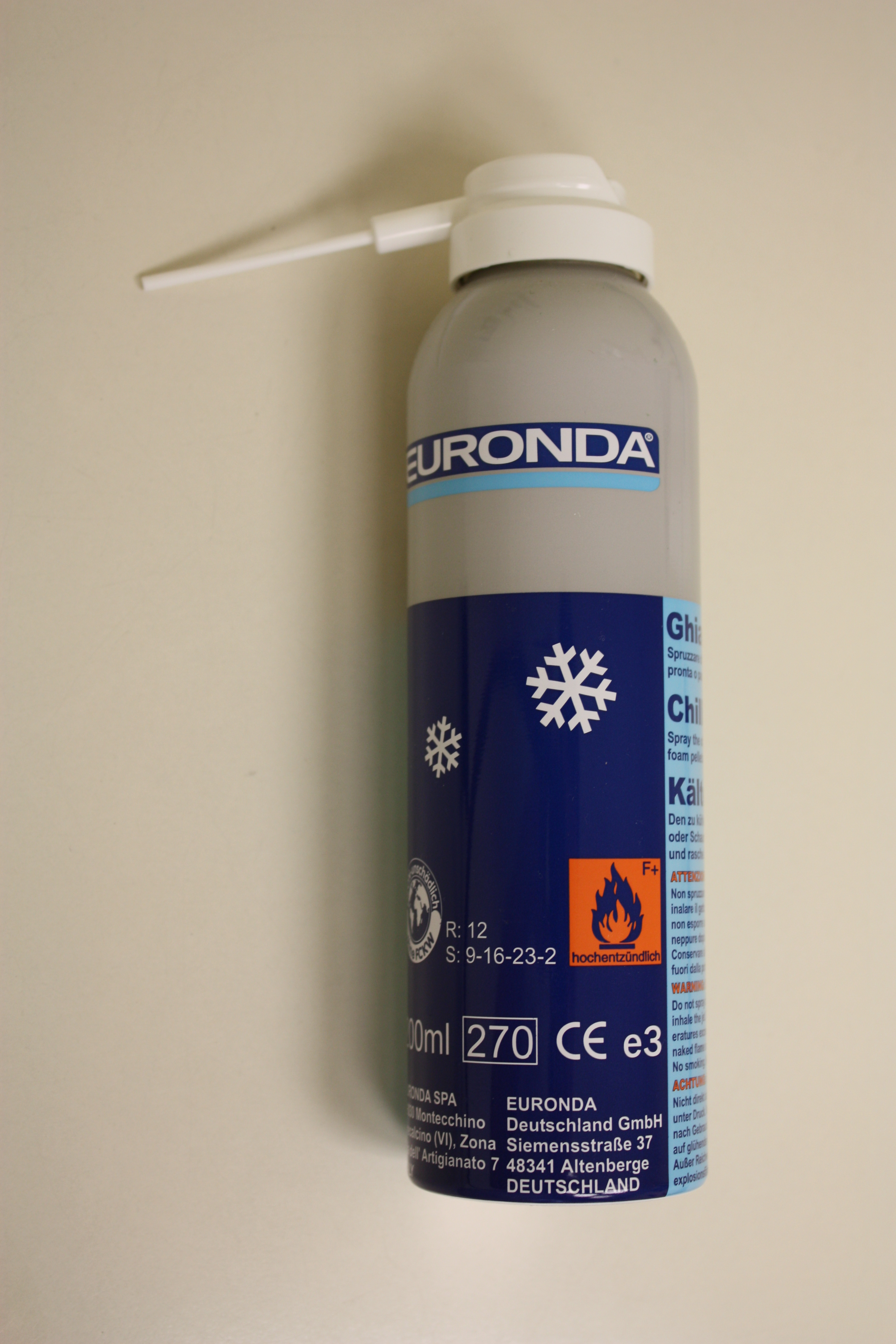
Kältespray für die Sensibilitätsprüfung

Die Sensibilitätsprüfung (ungenau auch Vitalitätsprüfung genannt) ist eine routinemäßige, nicht-invasive Untersuchungsmethode in der Pulpadiagnostik. Sie bezeichnet in der Zahnmedizin einen Provokationstest, mit dem die Empfindlichkeit eines Zahnes untersucht wird. Sie ist eines der Merkmale um festzustellen, ob ein Zahn vital oder abgestorben (devital) ist.

## Indikation
Die Abklärung der Vitalität eines Zahnes ist die häufigste Indikation der Sensibilitätsprüfung, doch häufig ist zur Untermauerung der jeweiligen Verdachtsdiagnose noch der Einsatz der Röntgendiagnostik erforderlich. Folgt auf den Sensibilitätstest eines erkrankten Zahnes eine stark verzögerte Reizantwort, wird dies oft als Restvitalität einer ansonsten nekrotischen Pulpa interpretiert. Eine schnellere Reaktion auf den Sensibilitätstest, beispielsweise im Vergleich zu einem gesunden Zahn, weist häufig auf eine Pulpitis hin. Eine übermäßig starke Reizantwort kann an Zähnen mit Dentin-Hypersensitivität (Überempfindlichkeit), bei keilförmigen Defekten oder freiliegenden Zahnhälsen und nach dem Root Planing (Parodontitisbehandlung) auftreten, ebenso bei kariösen Defekten oder nach konservierender beziehungsweise restaurativer Versorgung derselben als postoperative Hypersensibilität.

## Durchführung
Als Thermorezeptoren dienen Endigungen von Nervenzellen, deren Zellkörper im Ganglion des Nervus trigeminus konzentriert sind. Zur Prüfung der Pulpa (Zahnmark) eines Zahnes stehen mehrere Methoden zur Verfügung.

### Thermische Tests
Warm- und Kaltrezeptoren erzeugen bei gleichbleibender Temperatur eine bestimmte, konstante Zahl an Aktionspotentialen (Impulse), die sogenannte Spontanfrequenz. Eine plötzliche Temperaturveränderung beantworten die Rezeptoren mit einer sprunghaften, „überschießenden“ Änderung der Impulsfrequenz (dynamische Frequenz) bis auf einen Maximal- bzw. Minimalwert. Anschließend pendelt sich die Frequenz auf einen neuen (höheren oder tieferen) Wert ein. Kaltrezeptoren reagieren auf eine Verringerung der Temperatur mit einem sprunghaften Anstieg der Frequenz, auf eine Erhöhung dagegen mit einem ebensolchen Abfall. Warmrezeptoren antworten genau umgekehrt. Dabei werden jeweils Temperatursprünge von bis zu wenigen zehntel Grad beantwortet. Je größer der Temperatursprung ist und je rascher er abläuft, desto stärker ist auch die dynamische Antwort.
Die Empfindung für eine bestimmte Temperatur nimmt allmählich ab, selbst wenn sie objektiv konstant bleibt (Sensorische Adaptation). Obwohl die Rezeptoren weiterhin die „aktuelle Temperatur“ übermitteln, findet im Zentralnervensystem eine Anpassung an den Reiz statt. Im mittleren Temperaturbereich (zwischen 20 und 40 °C) führt eine Abkühlung oder Erwärmung nur vorübergehend zu einer Warm- bzw. Kaltempfindung, danach ist die Empfindung neutral (vollständige Adaptation).

#### Kältetest
Ein Kältetest kann durch CO2-Schnee oder durch Aerosole durchgeführt werden. Dieser Stickstoffschnee wird vor der Anwendung aus einem Vorrats-Druckbehälter in eine Applikationsspritze gefüllt. Als Kältequelle dient jedoch meist ein Kältespray, der aus Propan/Butan, Dichlordifluormethan (FCKW) oder Chlorethan besteht. Zum Teil wird dem Kältemittel ein Aromastoff beigemengt, beispielsweise Pfefferminze. Damit wird eine Temperatur von etwa −40 °C erzeugt. Dieses wird auf ein Pellet aus Schaumstoff, ein Wattepellet oder ein Wattestäbchen gesprayt. Mit einem Spraystoß aus der Dose wäre ein Zahn nicht zielgenau zu treffen. Das Pellet wird kurz an den Zahn gehalten und der Patient kann angeben, ob und wie stark er den Kältereiz spürt. In einfachen Fällen genügt ein kalter Luftstoß aus der Wasser-Luft-Pistole der Behandlungseinheit.

#### Wärmetest
Für einen Wärmetest wird Guttapercha verwendet, das über einer Flamme etwas erwärmt wird, bis es weich wird. Die Guttaperchastange wird kurz an den zu untersuchenden Zahn gehalten und der Patient kann angeben, ob und wie stark er den Wärmereiz spürt. Die Temperatur, auf die das Material erwärmt wird, liegt zwischen 40 °C und 45 °C.

### Elektrischer Test

Elektrische Sensibilitätsprüfung

Bei der Sensibilitätsprüfung mittels elektrischer Tests wird zwischen bipolaren und unipolaren Verfahren unterschieden, demnach zwischen Geräten, die eine ansteigende Spannung oder eine ansteigende Stromstärke liefern. Gemeinsam ist allen elektrischen Verfahren, dass es durch die Transmission elektrischer Energie zu einer direkten Stimulation der pulpalen Nerven kommt. Dabei verhält sich jeder Zahn wie ein Kondensator, so dass erst dann Strom fließen kann, wenn eine gewisse „Schwellenspannung“ erreicht wird. Dazu wird der Zahn getrocknet und die Elektrode mit einem stromleitenden Medium benetzt, beispielsweise Zahnpasta. Die Elektrode wird auf die Zahnoberfläche des zu untersuchenden Zahnes gehalten. Die Stromstärke kann mittels eines Reglers verstellt werden. Bei positiver Reaktion verspürt der Patient ein Kribbeln. Das Gerät soll bei Patienten mit Herzschrittmachern nicht eingesetzt werden. Bei Metallrestaurationen kann es zu falsch-positiven Reaktionen kommen, ebenso bei einer Berührung mit einem Nachbarzahn.
Bei gerade durchgebrochenen Zähnen, bei denen das Längenwachstum der Wurzel und die Ausbildung des Apex noch nicht abgeschlossen sind und ihr Raschkow-Plexus noch nicht vollständig entwickelt ist, fällt bei diesen Zähnen der Sensibilitätstest häufig falsch negativ aus.
Die erste Wahrnehmung beim Sensibilitätstest kann eine Empfindung unterhalb der Schmerzschwelle sein. Diese im englischen Sprachraum als „pre-pain“ („Vorschmerz“) bezeichnete Wahrnehmung zeigt sich häufig als „Kribbeln“ oder „Klopfen“. Das Zustandekommen dieses „pre-pain“-Phänomens konnte noch nicht eindeutig geklärt werden.

### Perkussionstest

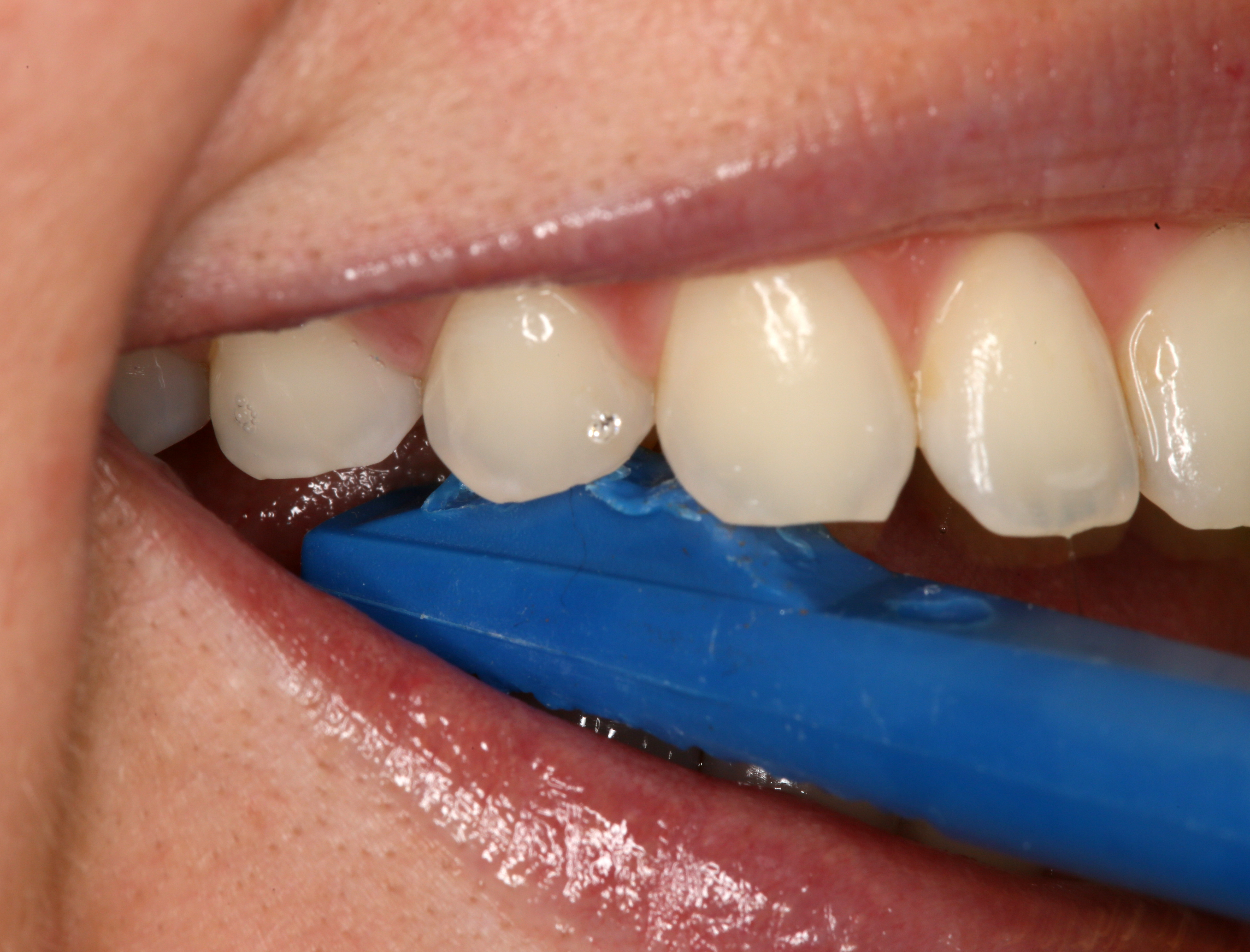
Aufbisstest

Bei der Anwendung eines Perkussionstests (Klopftest) wird mittels eines Instruments, beispielsweise der Rückseite einer Sonde auf den Zahn von okklusal oder bukkal geklopft, um eine Überempfindlichkeit des Periodonts zu prüfen. Alternativ kann ein Aufbisstest durchgeführt werden, wobei der Patient auf einen harten Gegenstand beißt.

## Interpretation der Sensibilitätsprüfung
Das Ergebnis der Sensibilitätsprüfung ist unsicher und lässt sich nur unter Berücksichtigung weiterer Befunde interpretieren. Meist ist ein Röntgenbild des Zahnes bei der Interpretation der Vitalitätsprüfung hilfreich. Ein falsch positives Ergebnis erhält man, wenn der Zahn berührungsempfindlich ist. Er reagiert vermeintlich auf den Kältereiz, jedoch wird der Empfindungsschmerz durch die Berührung ausgelöst. Die Temperaturempfindlichkeit eines Zahnes variiert je nach Stadium eines kariösen Prozesses.
Vergleichsprüfungen an anderen Zähnen lassen die Grundempfindlichkeit der Zähne eines Patienten erkennen. Die Empfindungen können dann mit dem zu untersuchenden Zahn verglichen werden.
Ein wurzelgefüllter und damit devitaler Zahn kann naturgemäß keine positive Reaktion zeigen. Ein erst teilweise abgestorbener Zahn kann eine sogenannte Restvitalität aufweisen. Dies bedeutet, dass beispielsweise in einem oder mehreren Wurzelkanälen die Pulpa noch teilweise für thermische Reize empfindlich ist, jedoch die Pulpa in einem weiteren Wurzelkanal bereits avital ist.
Wenn im Röntgenbild erkennenbar ist, dass der Wurzelkanal – der die Pulpa enthält – wegen der Bildung von Sekundärdentin obliteriert (verschlossen) ist, ist eine Sensibilitätsprüfung unzuverlässig. Sensibilitätsprüfungen an überkronte Zähnen sind schwierig zu prüfen. Die Goldlegierung der unverblendeten Kronen verteilt den Kältereiz zu schnell über eine zu große Fläche. Bei verblendeten Kronen lässt die Keramik keine ausreichende Wärme-/Kälteleitung zu. Überkronte Zähne enthalten oft große Aufbaufüllungen, die eine zusätzliche Isolierung des Zahnes bewirken. Die Empfindlichkeit eines Zahnes kann durch die Bildung von Sekundärdentin abnehmen. Das Sekundärdentin bildet sich an der Grenze zwischen Zahnpulpa (Zahnmark) und Dentin (Zahnbein) und isoliert gegen Temperaturreize.
Bei stark abradierten (abgekauten) Zähnen kann die Vitalitätsprüfung trotz vitaler Pulpa negativ ausfallen. Das ist auf neugebildetes Sekundärdentin und Tertiärdentin zurückzuführen.
Bei einem Frontzahntrauma kann die Sensibilitätsprüfung unmittelbar nach dem Ereignis negativ ausfallen. Häufig kehrt die Zahnsensibilität im Verlauf von einigen Wochen wieder zurück.

## Honorierung
Laut Bewertungsmaßstab zahnärztlicher Leistungen wird die Sensibilitätsprüfung (dort Vitalitätsprüfung genannt) nach der BEMA-Nr. 8 (ViPr) mit 6 Punkten bewertet (ca. 5,40 €).
Nach der amtlichen privaten Gebührenordnung für Zahnärzte (GOZ) wird die Leistung nach der GOZ-Nr. 0070 (auch dort Vitalitätsprüfung genannt) mit 6,46 € bei Ansatz des 2,3-fachen Satzes honoriert.